# Дун Ян-цзы
Дун Ян-цзы (кит. трад. 董陽孜 пиньинь: Dǒng Yáng zī, англ. Tong Yang-Tze, палл. Дун Янцзы, род. 6 октября 1942 года), также известная как Грейс Тонг, — ведущая художница-каллиграф Тайваня. Она известна созданием очень больших работ в очень маленькой студии.

## Личная жизнь и карьера
Родилась в 1942 году в Шанхае и начала заниматься искусством в раннем возрасте. Изучает каллиграфию с восьми лет.
Она получила степень в области изящных искусств в Национальном тайваньском педагогическом университете, а затем продолжила образование в области изобразительного искусства в Соединенных Штатах в Массачусетском университете в Амхерсте, где она получила степень магистра искусств в области масляной живописи и керамики. После учёбы в Америке она вернулась на Тайвань и начала применять экспериментальный подход, который соединил западные теории живописи с традиционными линиями и мазками китайской каллиграфии. С 1990 по 2000 год её каллиграфия становилась все более выразительной под сильным влиянием традиционной живописи. С конца 1990-х годов она создала ряд крупномасштабных работ. Её работы раздвигают границы традиционной китайской каллиграфии как искусства.
Дун была приглашена начертать в каллиграфической форме название театр танца «Юнь мэнь» («Заоблачные врата»), состоящее из четырёх иероглифов. Её иероглифы украшают многие здания на Тайване, к примеру, главный зал Тайбэйского вокзала, Национальный театр и Национальный концертный зал.

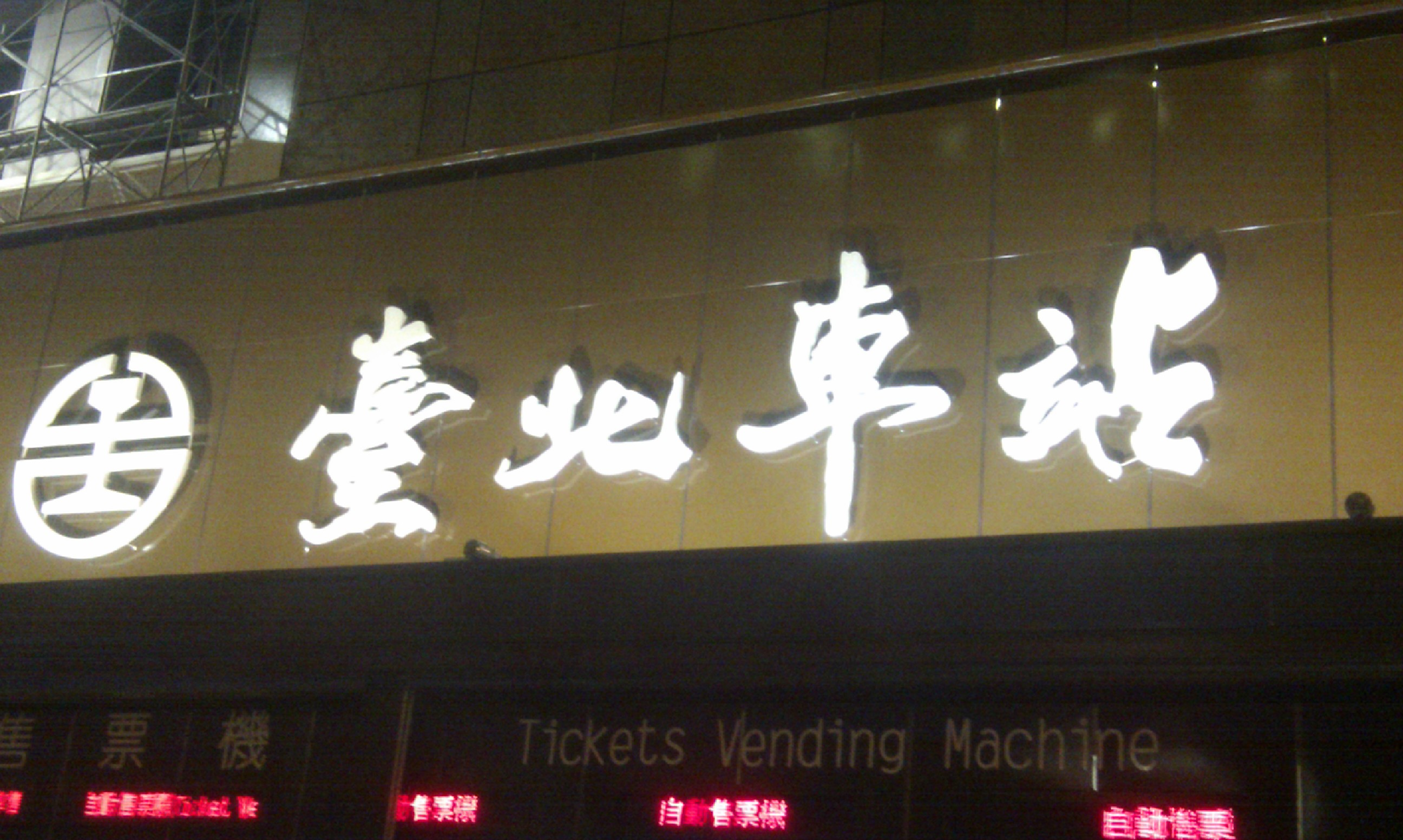
Название «Тайбэйский вокзал» — в 2011 году иероглифы для главного вокзального зала выполнила Дун Ян-цзы.

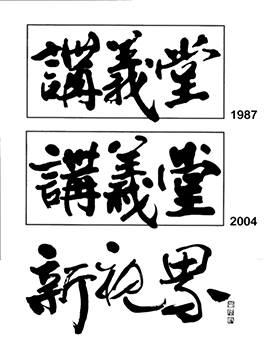
Произведения, созданные Дун Ян-цзы.

Она с 2020 года является научным сотрудником по каллиграфии Центра им. Вонг Чай Лок в Корнельском университете.
У Дун Ян-цзы есть дочь, которая работает дизайнером ювелирных украшений.

## Выставки
В 1997 году «Живая кисть» Четыре мастера вместе с Си Си Ван, Ван Фанг Ю и Ценг Юхо в Тихоокеанском музее наследия в Сан-Франциско.
В 1998 году в галерее Michael Goedhuis в Лондоне.
В 2000 году в Музее горного искусства в Гаосюне, Центре искусств Национального центрального университета в Чун-Ли и Национальном историческом музее в Тайбэе.
В 2001 году в Городском университете Гонконга, Гонконгском университете науки и технологии, Goedhuis Contemporary в Лондоне и Goedhuis Contemporary на Sotheby’s в Нью-Йорке..
В 2002 была организована выставка тайваньским телеканалом «Даай».
В 2003 году в Национальном театре Тайбэя, Культурном центре в Тайчжуне и Уездном бюро культуры в Синьчжу.
В 2004 году в Goedhuis Contemporary в Нью-Йорке, Goedhuis Contemporary в The Annex в Нью-Йорке и в Тайбэйском музее изящных искусств.
В 2005 году в Goedhuis Contemporary в Нью-Йорке..
В 2006 и 2008 годах в галерее Eslite Vision в Тайбэе..
В 2009 году в Национальном тайваньском музее изящных искусств и Музее современного искусства Тайбэя..
В 2020 году её произведение «Бессмертный у реки» было выставлено в Художественном музее Джонсона Корнелла. «Бессмертный у реки» — это 54-метровая рукописная каллиграфия одноимённого стихотворения Ян Шэня, которое предваряет «Троецарствие» . Он был создан в 2003 году.

## В СМИ
Она стала героиней документального фильма Ван Янь-ни «Одинокая радость» (Solitary Joy).